# Sydney Scotia
Sydney Scotia (8 de setembro de 1997, Rochester, Minnesota) é uma atriz e dançarina americana que ficou conhecida por interpretar Genebra na série de TV, Some Assembly Required.

## Biografia
Sydney Dodick nasceu em 8 de Setembro de 1997 em  Rochester, Minnesota. Seu nome é devido a origem de seus pais Paula e David, que são de Sydney, Nova Escócia no Canadá. Ela tem um irmão. Quando ela tinha 11 meses de idade, sua família se mudou para o Arizona. Desde que ela era criança, ela levou a dançar classes.Quando ela tinha 10 anos, ela estava em Hong Kong para apoiar a vencedora da medalha de ouro olímpica Olga Korbut.
Sydney Scotia atuou em vários comerciais e curtas-metragens. Em 2014, ela conseguiu seu primeiro papel principal na série infantil canadense, Some Assembly Required, onde ela interpreta Geneva Hayes.
Para este papel, ela recebeu um Joey Award como melhor jovem atriz em um papel principal em uma série de comédia.
No mesmo ano, ela estrelou em The Haunted Thundermans, Thundermans Assombrados no Brasil, um crossover entre The Haunted Hathaways e The Thundermans.

## Filmografia
| Ano           | Título                 | Papel          | Notas                             |
| ------------- | ---------------------- | -------------- | --------------------------------- |
| 2014          | The Haunted Hathaways  | Amanda         | Crossover Haunted Thundermans     |
| 2014          | The Thundermans        | Amanda         | Crossover Haunted Thundermans     |
| 2015          | See Dad Run            | Molly Begholly | Episódio:See Dad Runner Up (3.15) |
| 2014-presente | Some Assembly Required | Geneva         | Papel principal                   |

## Ligações Externas
- Sydney Scotia. no IMDb.
- Website Oficial